# Districtes de Luxemburg

Els tres districtes de Luxemburg són la divisió administrativa de més alt nivell del Gran Ducat de Luxemburg. Els districtes són alhora subdividits en cantons:
1. Diekirch
  - Diekirch
  - Clervaux
  - Redange
  - Vianden
  - Wiltz
2. Grevenmacher
  - Grevenmacher
  - Echternach
  - Remich
3. Luxemburg
  - Luxemburg
  - Capellen
  - Esch-sur-Alzette
  - Mersch

Els cantons foren creats el 24 de febrer de 1843. El 1857, el districte de Mersch va ser creat sobre la base dels cantons de Mersch i Redange. No obstant, aquest quart districte va ser abolit el 1867, que els ajustaments realitzats 10 anys endarrere es van desfer.